# Franz Leschinger
Franz Leschinger (* 1957 in Lug) ist ein deutscher Maler und Bildhauer.

## Biographie
Leschinger machte zunächst eine Ausbildung zum Steinmetz. Während der 1980er Jahre studierte er an der Akademie der Bildenden Künste München. die er als Meisterschüler abschloss. Seit 1986 ist er als Künstler tätig. Seit den 2000er Jahren begann er ebenso, sich als Maler zu betätigen. Er lebt in seinem Geburtsort Lug.

## Mitgliedschaften
- Gruppe Zwanzig Zehn

## Ausstellungen (Auswahl)
- 2021 Theodor-Zink-Museum
- 2020 Kulturstiftung der Sparkasse Karlsruhe
- 2019 Rheinland-Pfalz-Tag 2019, Annweiler am Trifels
- 2018 Stiftung Werner Brand, Hochstadt
- 2017 Villa Berberich, Bad Säckingen, Publikums-Preis und Preisträger in der Kategorie „Skulptur“
- 2016 Artgalerie am Schloss, Bad Bergzabern
- 2016 Friedrichtherme, Baden-Baden
- 2015 Galerie Arpege, Sarreguemines, Frankreich
- 2014 Kunstbezirk, Stuttgart; Site d‘Alstrom, Nancy, Frankreich
- 2013 Orgelfabrik, Karlsruhe
- 2012 Heyne Kunst Fabrik, Offenbach am Main
- 2012 Galerie Mme de Graffigny  Villers-lès-Nancy, Frankreich
- 2011 Galerie im Pflegschloß, Schrobenhausen; Künstlerhaus, München
- 2009 Münchener Künstlerhaus, München
- 2002 Deutsches Schuhmuseum Hauenstein
- 1999 Marmor Portraitbüste von Claus Graf Schenk von Stauffenberg, Ruhmeshalle, München
- 1997 Marmor Großreplik der Herkulesstatue im Nymphenburger Park, München
- 1993 Galerie FOE 156, München
- 1990 Villa Streccius, Landau in der Pfalz

## Werke (Auswahl)

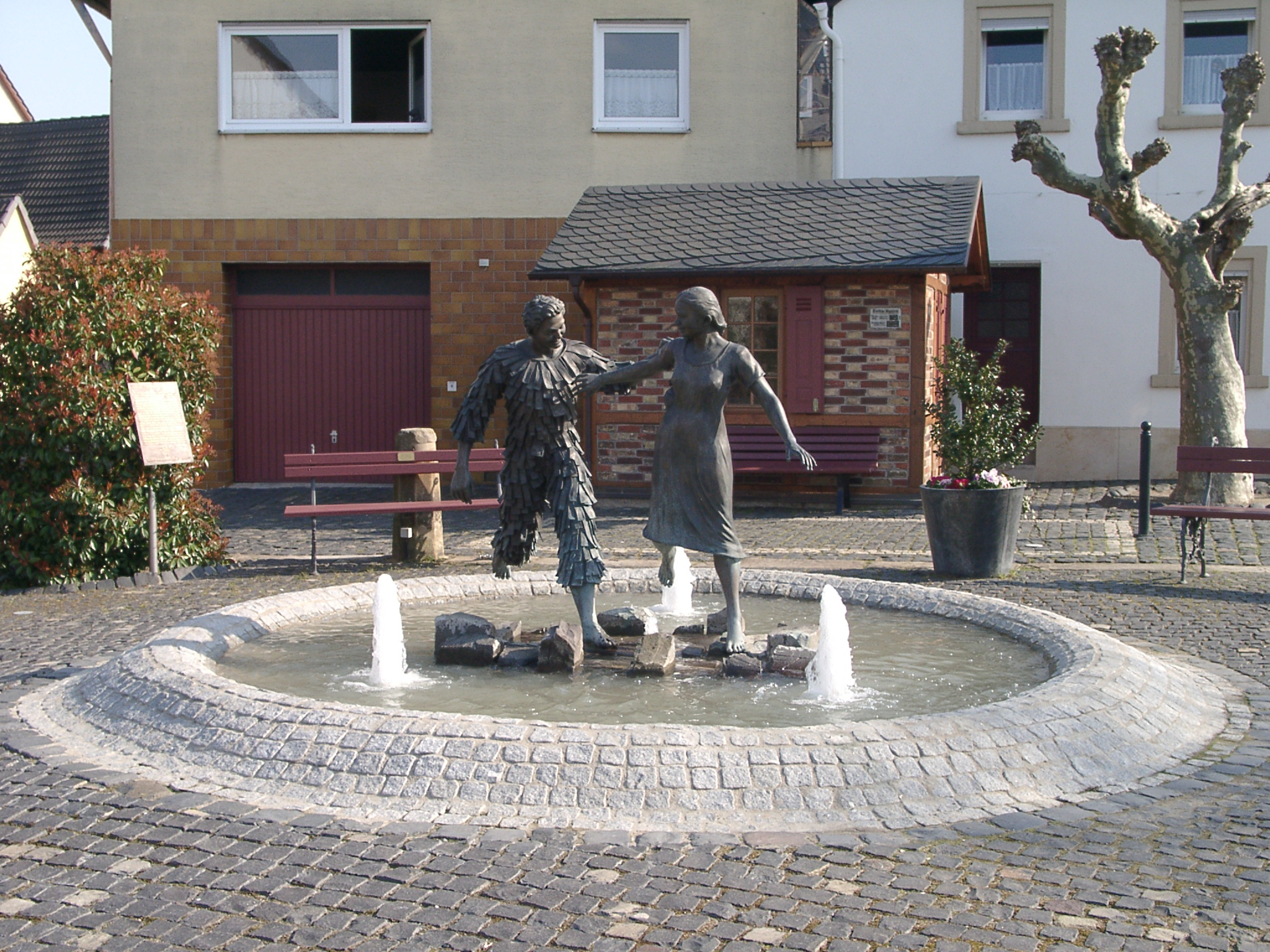
Hansel-Fingerhut-Brunnen

- bronzene Christusstatue auf dem Kirchenvorplatz von St. Anna in Biesingen
- Hansel-Fingerhut-Brunnen
- Bürsten- und Besenverkäufer in Ramberg
- Kienholzhacker in Münchweiler an der Rodalb